# موناستيرايو دي لا سايرا
بلدية موناستيرايو دي لا سايرا (بالإسبانية: Monasterio de la Sierra)‏, هي إحدى بلديات مقاطعة برغش, التي تقع في منطقة قشتالة وليون, والتي تقع في شمال غرب إسبانيا.
يبلغ عدد سكانها 39 نسمة وفقاً لإحصائية سنة (2002).